# Condado de Clay (Misuri)
El condado de Clay (en inglés: Clay County) es un condado en el estado estadounidense de Misuri. En el censo de 2000 el condado tenía una población de 184.006 habitantes. Forma parte del área metropolitana de Kansas City. La sede de condado es Liberty. El condado fue fundado el 2 de enero de 1822 y fue nombrado en honor a Henry Clay, un congresista de Kentucky y el 9° Secretario de Estado de los Estados Unidos.

## Geografía

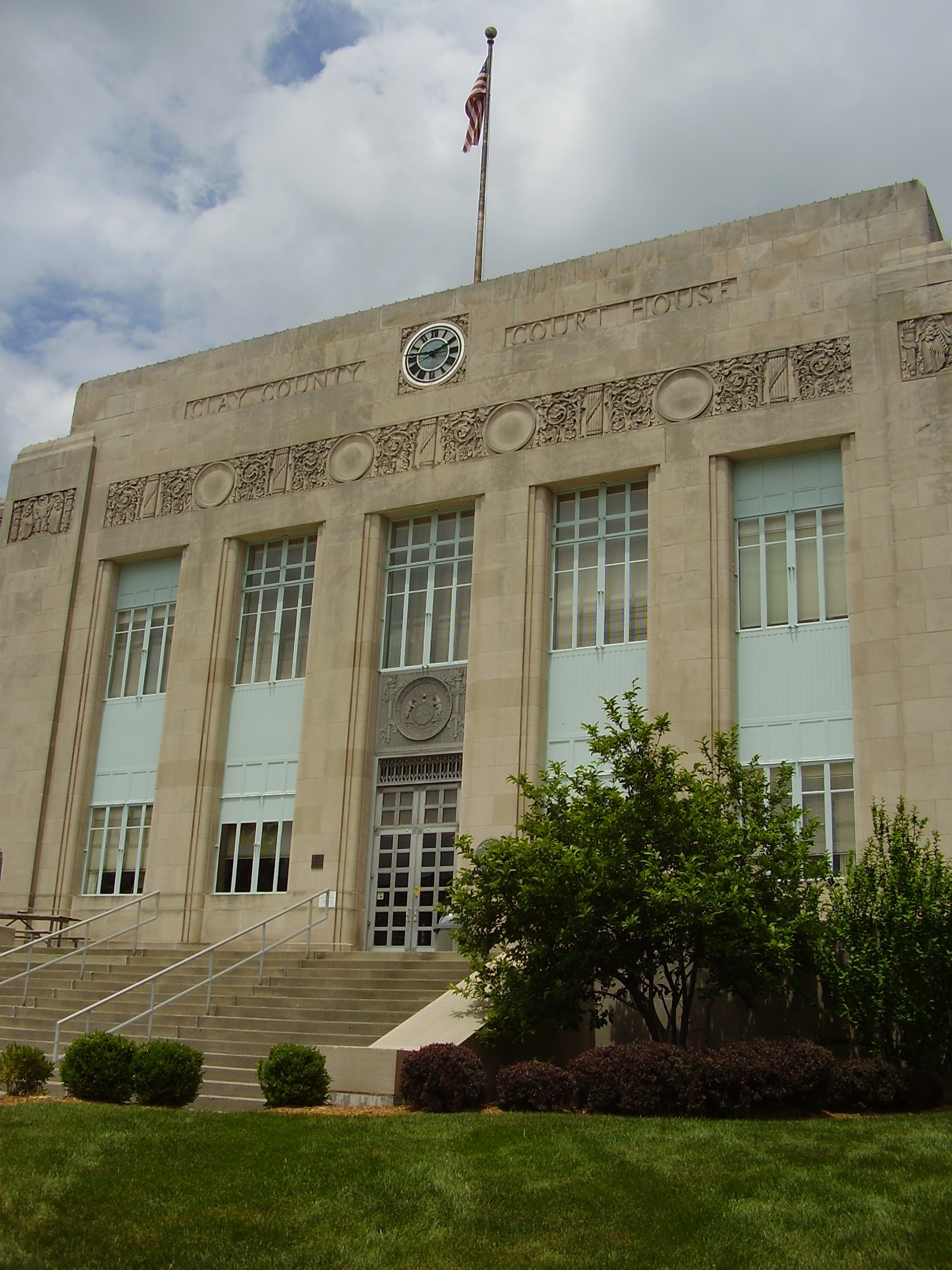
Juzgado del condado de Clay en Liberty.

Según la Oficina del Censo, el condado tiene un área total de 1.059 km² (409 sq mi), de la cual 1.027 km² (396 sq mi) es tierra y 32 km² (13 sq mi) (3,06%) es agua.

### Condados adyacentes
- Condado de Clinton (norte)
- Condado de Ray (este)
- Condado de Jackson (sur)
- Condado de Wyandotte, Kansas (suroeste)
- Condado de Platte (oeste)

## Autopistas importantes
- Interestatal 29
- Interestatal 35
- Interestatal 435
- U.S. Route 69
- U.S. Route 71
- U.S. Route 169
- Ruta Estatal de Misuri 1
- Ruta Estatal de Misuri 9
- Ruta Estatal de Misuri 10
- Ruta Estatal de Misuri 33
- Ruta Estatal de Misuri 92
- Ruta Estatal de Misuri 152
- Ruta Estatal de Misuri 210
- Ruta Estatal de Misuri 291

## Demografía
En el  censo de 2000, hubo 184.006 personas, 72.558 hogares y 50.137 familias residiendo en el condado. La densidad poblacional era de 464 personas por milla cuadrada (179/km²). En el 2000 había 76.230 unidades habitacionales en una densidad de 192 por milla cuadrada (74/km²). La demografía del condado era de 92,46% blancos, 2,66% afroamericanos, 0,48% amerindios, 1,35% asiáticos, 0,09% isleños del Pacífico, 1,18% de otras razas y 1,78% de dos o más razas. 3,58% de la población era de origen hispano o latino de cualquier raza. 
La renta promedio para un hogar del condado era de $48.347 y el ingreso promedio para una familia era de $56.772. En 2000 los hombres tenían un ingreso medio de $40.148 versus $27.681 para las mujeres. La renta per cápita para el condado era de $23.144 y el 5,50% de la población estaba bajo el umbral de pobreza nacional.

## Ciudades y pueblos
| - Avondale - Birmingham - Claycomo - Ectonville | - Excelsior Estates - Excelsior Springs - Gladstone - Glenaire | - Holt - Independence - Kansas City - Kearney | - Lawson - Liberty - Missouri City - Mosby | - North Kansas City - Oaks - Oakview - Oakwood | - Oakwood Park - Pleasant Valley - Prathersville | - Randolph - Smithville - Sugar Creek |